# Thérapie de Morita
 (mai 2014).

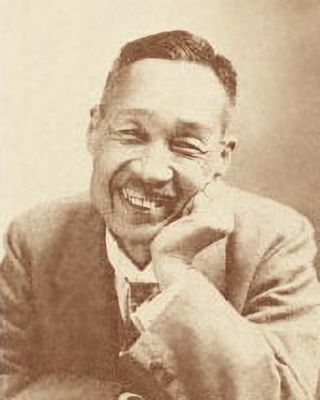
Dr Shoma Morita (1874-1938).

La thérapie de Morita est une forme de psychothérapie pratiquée, au Japon, introduite par Morita Shôma (1874-1938) en 1919, avec pour principale indication le taijin kyofusho.

## Description de la thérapie
Elle consiste à accepter nos sentiments sans essayer de les contrôler, puisque les sentiments changeront à travers l'action.